# Utricularia sandersonii
Utricularia sandersonii es una pequeña planta carnívora endémica de Sudáfrica.

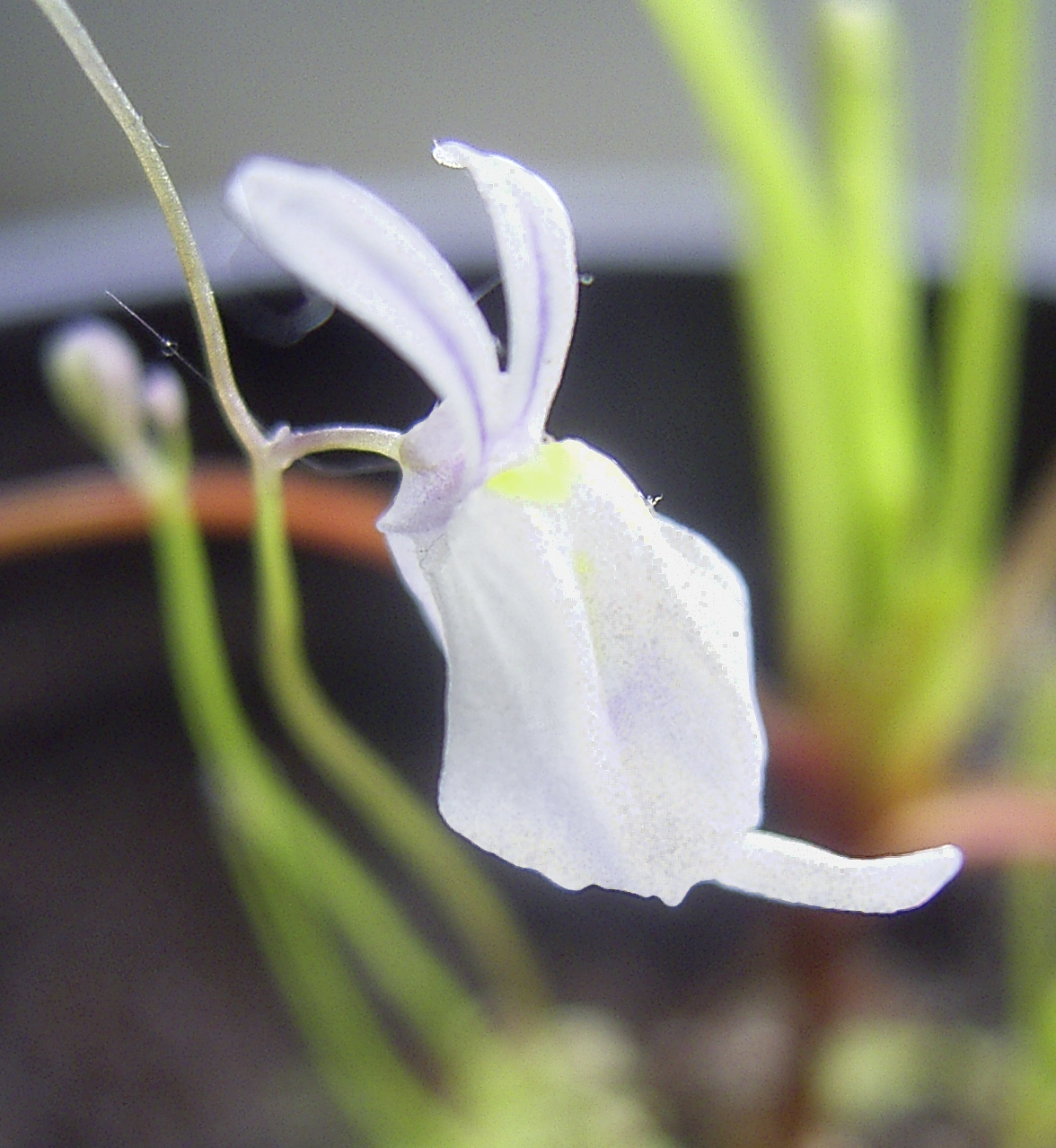
Detalle de la flor

## Descripción
Esta planta perenne fue originalmente descrita en 1865 por Daniel Oliver, se trata de una carnívora con hábitos terrestres que tiene diminutas trampas en sus raíces. 
Es muy atractiva por ser de fácil cultivo y por contar todo el año con pequeñas flores blancas.
Su rápida y fácil reproducción ha ocasionado que en Nueva Zelanda sea considerada una especie invasiva. Es semi-acuática. Tiene Las hojas  muy finas.

## Cultivo
Esta planta prefiere ambientes soleados con temperaturas entre 5° y 30°. Cuenta con cortas y finas raíces que deben estar convenientemente anegadas.

## Taxonomía
Utricularia sandersonii fue descrita  por Daniel Oliver (botánico)  y publicado en Journal of the Linnean Society, Botany 9: 155. 1865.
Etimología
Utricularia: nombre genérico que deriva de la palabra latina utriculus, lo que significa "pequeña botella o frasco de cuero".
sandersonii: epíteto
Sinonimia
- Utricularia sandersonii var. treubii (Kamienski) Kamienski
- Utricularia treubii Kamienski[3]